# 정자여
정자여(鄭子璵, 1194년 ~ 1276년)는 고려 후기의 무신이다.

## 생애
본래 최우, 최항을 섬겼다.
1254년 몽골군이 물러가자 남은 몽골 군사가 있는지 살폈다.
1269년 대장군으로서 세자가 원나라에 입조할 때 호종하였다.
1270년 상장군으로 오른 뒤, 개경 환도를 추진하였다.
1271년 진도에서 삼별초의 난을 진압하였다.
1274년 지첨의부사에 올랐다.